# 高橋桂子 (デザイナー)
高橋 桂子（たかはし けいこ ）は、日本のクリエイティブディレクター、デザインコンサルタント、実業家。
クリエイティブで培ったノウハウと実業家でもある経営目線の両方の立ち位置でマーケティング戦略をはじめ様々なブランディングデザイン、新規事業立ち上げなど企業や行政などの多数実績がある。
株式会社東京ブランディングマーケット代表取締役。（一社）みなむすGOHAN PROJECT代表理事

## 経歴
ブランディングデザイン会社「東京ブランディングマーケット（旧東京ベロマーケット）」を2005年設立。独立前は、大手ゲーム会社、大手広告代理店など、キャンペーンやブランディングを含めたプランニング（プランナー）からデザイン全般を経験。またフリーにてグッズ制作など特殊素材やプロダクトの制作も経験。
また自身のオリジナルペットブランド「カドリーハーツ」の商品開発からブランド運営までトータルプロデュース。グッドデザイン賞を受賞した「カドリーハーツ携帯バッグ型簡易ペットトイレ」や職人によるこだわりの「プランター付ペットハウス」等、全てリサイクル可能な素材やダイオキシンが発生しない素材、環境を考慮したモノ作りをしている。実際に、ブランドを産み育て運営まで経験したノウハウが大きな財産となり、大手企業やメーカーからブランディング依頼も多数。

## 主な受賞歴
- 2005年度：東京都主催「東京デザインマーケット」プレGマーク受賞
- 2006年度：グッドデザイン賞受賞（携帯バッグ型ペットトイレ）
- 2009年度：JIDA（日本インダストリアルデザイン協会）にてデザインミュージアム選定商品。JILDA（インダストリアル研究会）女性デザイナーとして選定＆紹介

- 2012年度：内閣府主催 地域社会雇用創造事業の支援採択にて（一社）みなとむすぶ地域活性コミュニティ協会設立（食育から地域活性コミュニティデザインまで企画プロデュース）
- 2016年度：シンガポールグッドデザイン賞（SG MARK2016）受賞（携帯バッグ型ペットトイレ）